# Station Sint-Gillis-Waas
Station Sint-Gillis-Waas is een voormalig spoorwegstation langs spoorlijn 54 (Mechelen - Sint-Niklaas - Terneuzen) in de gemeente Sint-Gillis-Waas. In 1975 werd de goederenkoer gesloten.
Van hier vertrok ook spoorlijn 77 (Sint-Gillis-Waas - Zelzate).
2,0: Leest ·
5,0: Tisselt ·
6,9: Blaasveld ·
8,3: Willebroek ·
10,2: Kalfort ·
13,6: Puurs ·
17,5: Bornem ·
21,0: Temse ·
24,6: Eigenlo ·
29,2: Sint-Niklaas ·
32,7: Sint-Pauwels ·
33,2: Sint-Gillis-Waas ·
35,2: Kalf ·
37,5: De Klinge ·
47,9: Hulst ·
52,8: Kijkuit ·
57,5: Axel ·
63,0: Sluiskil ·
66,7: Terneuzen
0,0: Sint-Gillis-Waas ·
4,4: Kemzeke ·
6,4: Stekene ·
11,1: Klein-Sinaai ·
15,2: Moerbeke-Waas ·
20,0: Wachtebeke ·
23,0: Zelzate-Kanaal ·
26,8: Zelzate